# أبرشية جنوب الولايات الأمريكية
أبرشية جنوب الولايات المتحدة هي أبرشية للكنيسة القبطية الأرثوذكسية وتقع في الولايات المتحدة الأمريكية وتضم ولايات ألاباما، أركنساس، فلوريدا، جورجيا، لويزيانا، مسيسيبي، أوكلاهوما، تينيسي، تكساس، أريزونا. 

## تاريخ
تأسست أبرشية جنوب الولايات المتحدة عام 1993 على يد البابا شنودة الثالث استجابة لتزايد عدد الكنائس القبطية الأرثوذكسية في الخارج. كانت أول أبرشية للأقباط الأرثوذكس تم تأسيسها في الولايات المتحدة.

## إحصائيات

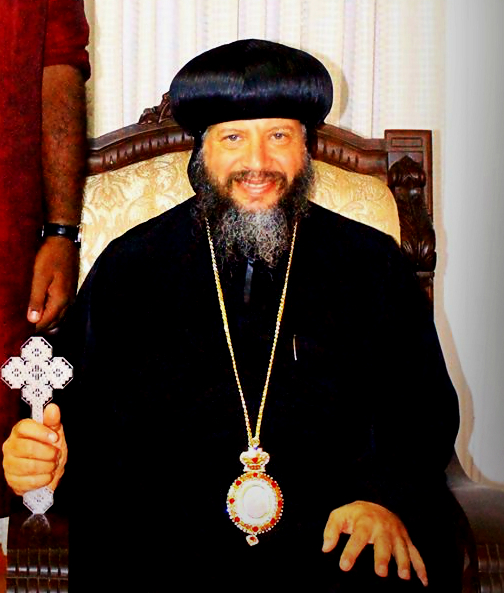
الأنبا يوسف

| السنة | الكهنة | الكهنة | الكهنة | Parishes | Parishes | Parishes |
| السنة | قمص    | قس     | مجموع  | كنيسة    | عائلات   | مجموع    |
| ----- | ------ | ------ | ------ | -------- | -------- | -------- |
| 1993  | 0      | 5      | 5      | 6*       | -        | 6*       |
| 1994  | 0      | 6      | 6      | 6*       | -        | 6*       |
| 1995  | 0      | 7      | 7      | 6*       | -        | 6*       |
| 1996  | 0      | 8      | 8      | 7*       | -        | 7*       |
| 1997  | 1      | 10     | 11     | 7*       | -        | 7*       |
| 1998  | 1      | 11     | 12     | 7*       | -        | 7*       |
| 1999  | 1      | 13     | 14     | 7*       | -        | 7*       |
| 2000  | 2      | 15     | 17     | 7*       | -        | 7*       |
| 2001  | 3      | 17     | 20     | 7*       | -        | 7*       |
| 2002  | 3      | 19     | 22     | 7*       | -        | 7*       |
| 2003  | 3      | 20     | 23     | 7*       | -        | 7*       |
| 2004  | 3      | 20     | 23     | 7*       | 1*       | 8*       |
| 2005  | 6      | 20     | 26     | 9*       | 1*       | 10*      |
| 2006  | 6      | 21     | 27     | 9*       | 1*       | 10*      |
| 2007  | 9      | 22     | 31     | 10*      | 1*       | 11*      |
| 2008  | 9      | 24     | 33     | 10*      | 1*       | 11*      |
| 2009  | 9      | 26     | 35     | 12*      | 1*       | 13*      |
| 2010  | 10     | 29     | 39     | 12*      | 1*       | 13*      |
| 2011  | 10     | 28     | 38     | 16*      | 1*       | 17*      |
| 2012  | 10     | 36     | 46     | 18*      | 4*       | 22*      |
| 2013  | 9      | 38     | 47     | 19*      | 4*       | 23*      |
| 2014  | 9      | 38     | 47     | 19*      | 4*       | 23*      |
| 2015  | 9      | 40     | 49     | 38       | 28       | 64       |
| 2021  |        |        | 84     | 60       | 41       | 101      |

## الكنائس والمدارس
أبرشية جنوب الولايات المتحدة بها 101 كنيسة طبقا لاحصائية عام 2021 . ولكن هناك 60 منها لها مبني كنسي يخص الكنيسة القبطية ، واما ال 41 الأخرى فهي مجموعة عائلات قبطية، وعادة ما تمتلك مبنى، ولكنها ليست كنائس كاملة حتى الآن لانها ليست كبيرة بما يكفي، وفقًا لمعايير الأبرشية، لتكون كنائس معترف بها. يخدم هذه العائلات كاهن زائر من الكنيسة المعترف بها.

### الكنائس
فلوريدا
- كنيسة القديسة مريم ومارمينا القبطية الأرثوذكسية، كليرووتر
- كنيسة مارجرجس القبطية الأرثوذكسية، دايتونا بيتش
- كنيسة القديسة مريم القبطية الأرثوذكسية، ديلراي بيتش
- كنيسة مار مرقس القبطية الأرثوذكسية، فورت مايرز
- كنيسة القديسة دميانة القبطية الأرثوذكسية، جاكسونفيل
- كنيسة القديس أنطونيس القبطية الأرثوذكسية، ميتلاند
- كنيسة رئيس الملائكة ميخائيل القبطية الأرثوذكسية، ملبورن
- كنيسة القديس يوحنا المعمدان القبطية الأرثوذكسية، ميامي
- كنيسة القديسة فيرينا القبطية الأرثوذكسية، نيو بورت ريتشي
- كنيسة القديس رويس القبطية الأرثوذكسية، نيو تامبا
- كنيسة القديسة مريم ورئيس الملائكة ميخائيل القبطية الأرثوذكسية، أورلاندو
- كنيسة القديسة رفقة القبطية الأرثوذكسية، أورلاندو
- كنيسة القديس أثناسيوس القبطية الأرثوذكسية، بينساكولا
- كنيسة القديس سمعان الخراز القبطية الأرثوذكسية القبطية تانر، ساراسوتا
- كنيسة القديسة مريم ومارجرجس القبطية الأرثوذكسية، تالاهاسي
- كنيسة مارجرجس القبطية الأرثوذكسية، تامبا
- كنيسة القديس بطرس خاتم الشهداء القبطية الأرثوذكسية القبطية، ويست بالم بيتش

جورجيا
- كنيسة القديسة مريم القبطية الأرثوذكسية، روزويل
- كنيسة القديس بولس القبطية الأرثوذكسية، سواني
- كنيسة القديس أنطونيس القبطية الأرثوذكسية، مدينة بيتشتري

لويزيانا
- كنيسة مارمرقس القبطية الأرثوذكسية، نيو أورلينز

تينيسي
- كنيسة القديس بيشوي القبطية الأرثوذكسية، أنطاكية
- كنيسة مارجرجس القبطية الأرثوذكسية، لا فيرجن
- كنيسة مارمينا القبطية الأرثوذكسية، ناشفيل
- كنيسة مارمرقس القبطية الأرثوذكسية، ناشفيل
- كنيسة القديسة مريم القبطية الأرثوذكسية، ناشفيل
- كنيسة مارجرجس القبطية الأرثوذكسية، ناشفيل

أريزونا
- كنيسة مارمرقس القبطية الأرثوذكسية، سكوتسديل
- كنيسة القديسة مريم القبطية الأرثوذكسية، بيوريا
- كنيسة القديس يوحنا الحبيب القبطية الأرثوذكسية، توسان
- كنيسة القديس يوسف النجار الكنيسة القبطية الأرثوذكسية، فينيكس
- مجموعة عائلات قبطية في شمال أريزونا
- كنيسة رئيس الملائكة ميخائيل القبطية الأرثوذكسية الأمريكية، براديس فالي

تكساس
- كنيسة مارجرجس القبطية الأرثوذكسية، أرلينغتون
- كنيسة الصليب المقدس القبطية الأرثوذكسية، أوستن
- كنيسة القديسة مريم القبطية الأرثوذكسية، كوليفيل
- كنيسة القديس فيلوباتير القبطية الأرثوذكسية، دالاس
- كنيسة القديس أبانوب القبطية الأرثوذكسية، يوليس
- كنيسة مارمرقس القبطية الأرثوذكسية، هيوستن
- كنيسة رئيس الملائكة رافائيل القبطية الأرثوذكسية، هيوستن
- كنيسة القديسة مريم ورئيس الملائكة ميخائيل القبطية الأرثوذكسية، هيوستن
- كنيسة القديس أنطونيوس الكبير القبطية الأرثوذكسية، سان أنطونيو

### عائلات قبطية
ألاباما
- كنيسة القديس يحنس كاما القبطية الأرثوذكسية، برمنغهام (ألاباما)
- مجموعة عائلات قبطية في موبيل (ألاباما)

أركنساس
- كنيسة مارجرجس القبطية الأرثوذكسية، ليتل روك
- كنيسة القديس مريم - فايتفيل

فلوريدا
- مجموعة عائلات قبطية في كريستال ريفر
- مجموعة عائلات قبطية في ديستين
- كنيسة القديسة مريم المجدلية القبطية الأرثوذكسية، غينزفيل
- مجموعة عائلات قبطية في فلوريدا كيز
- كنيسة القديس كيرلس الكبير القبطية الأرثوذكسية، أورلاندو
- كنيسة القديس أثناسيوس القبطية الأرثوذكسية، أورلاندو
- مجموعة عائلات قبطية في مدينة بنما
- مجموعة عائلات قبطية في القرى
- كنيسة القديس فيلوباتير القبطية الأرثوذكسية، فيرو بيتش

جورجيا
- كنيسة رئيس الملائكة ميخائيل القبطية الأرثوذكسية، ماكون
- كنيسة القديس أبانوب القبطية الأرثوذكسية، سافانا
- كنيسة القديس أوغسطينوس القبطية الأرثوذكسية، أوغوستا

لويزيانا
- كنيسة القديسة مريم المصرية القبطية الأرثوذكسية، لافاييت
- كنيسة القديسة بربارة القبطية الأرثوذكسية، شريفبورت

نيومكسيكو
- كنيسة القديس بيشوي القبطية الأرثوذكسية، ألباكركي

أوكلاهوما
- كنيسة القديس بطرس والقديس بولس القبطية الأرثوذكسية، بيكسبي
- كنيسة القديس صموئيل المعترف القبطية الأرثوذكسية، لوتون
- كنيسة القديسة مريم والقديسة دميانة القبطية الأرثوذكسية، أوكلاهوما سيتي

تينيسي
- مجموعة عائلات قبطية في تشاتانوغا
- كنيسة القديس صرابامون القبطية الأرثوذكسية، كلاركسفيل
- كنيسة القديسة مريم القبطية الأرثوذكسية، نوكسفيل
- كنيسة القديسة مريم والقديس رويس القبطية الأرثوذكسية، ممفيس
- كنيسة القديس أثناسيوس القبطية الأرثوذكسية، أولتيوا

تكساس
- مجموعة عائلات قبطية في بومونت
- كنيسة مارمينا القبطية الأرثوذكسية، كوليج ستيشن (تكساس)
- مجموعة عائلات قبطية في كوربوس كريستي
- كنيسة مارجرجس القبطية الأرثوذكسية، لوبوك

### المدارس
تدير الأبرشية حاليًا مدرسة واحدة فقط، ولكن غالبًا ما يتم توفير التعليم الديني للأطفال في فصول مدارس الأحد في الكنائس القبطية.
تينيسي
- أكاديمية القديس اكليمضس القبطية الأرثوذكسية المسيحية، ناشفيل

## المنشورات
تنشر أبرشية جنوب الولايات المتحدة ثلاث مجلات.

## الأساقفة
- الأسقف يوسف (1993 حتى الآن)
- الأسقف باسيل (باسيليوس) (2018 حتى الآن)
- الأسقف جريجوري (اغريغوريوس) (2018 حتى الآن)